# アベノミクス

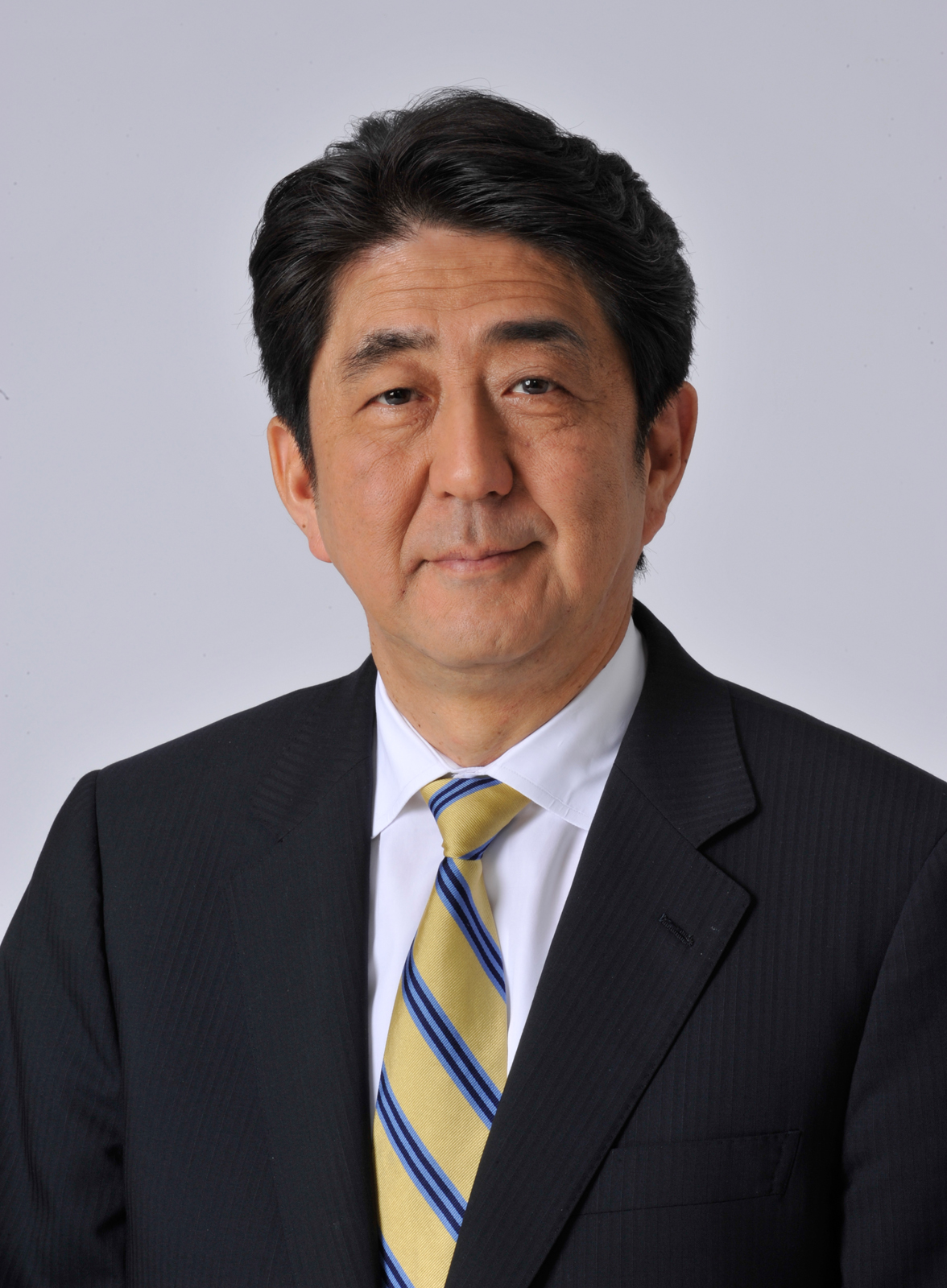
安倍晋三（2012年）

アベノミクス・安倍ノミクス（英語・フランス語・ドイツ語: Abenomics、ロシア語: Абэномика（アベノミカ））は、当時自由民主党総裁・内閣総理大臣の安倍晋三が第2次安倍内閣において掲げた一連の経済政策の俗称である。主唱者である「安倍」の姓と、経済学・経済理論の総称である「エコノミクス（英: economics）」とを合わせた造語。

## 概要
2013年6月14日発表の「日本再興戦略」で全体像が明示されたアベノミクスは、大胆な金融政策、機動的な財政政策、民間投資を喚起する成長戦略（規制緩和などによって資本市場や労働市場をより流動的にして、競争を活発にさせることで生産性を向上させる構造改革）の「三本の矢」を経済成長を目的とした政策運営の柱に掲げた。これまでの経済政策から転換し、財務省・日銀で少なかったリフレ派が主導した。
アベノミクスに対する肯定的意見には、金融政策によって歴代政権の中で最も雇用を創出したことが挙げられる。完全失業率や有効求人倍率が著しい改善を見せたこと、2014年から2018年まで5年連続で名目賃金が上昇したほか、雇用環境改善に伴う自殺者数の減少、現役世代を中心とした生活保護受給者の減少、名目と実質値のGDP・GNIの上昇なども挙げられる。
アベノミクスに対する批判的意見には、金融政策が先行し「第三の矢」に掲げた構造改革や成長戦略が十分な成果を挙げなかったことが挙げられる。また、財政政策については政府支出を抑制し、消費税の税率を二度にわたって引き上げたことに批判がある。GDP・GNIの改善はあくまでリーマンショックからの回復であり、名目賃金（平均賃金）も期待されたほどの上昇はなかったという主張や、実質賃金はほぼ一貫して下落し、正規雇用者数は増加したがそれ以上に非正規雇用者数が増加した点も挙げられる。実質経済成長率2％の目標を掲げたが、実際の成長率は0.9％にとどまった。

## 概説
アベノミクスとは、2012年（平成24年）11月の衆議院解散（「近いうち解散」）前後から朝日新聞が使用したことをきっかけ に多用されたともされるが、「アベノミクス」「三本の矢」という呼称自体は既に2006年（平成18年）時点で、第1次安倍内閣時の自由民主党幹事長中川秀直による造語としてすでに存在していた。第1次安倍内閣における経済政策を指す言葉として命名されたが、第1次安倍内閣の政策はその後の第2次安倍内閣の政策とは基本的なスタンスが異なっており、歳出を削減し公共事業を縮小させ、規制緩和によって生産性の向上を狙った、小泉純一郎による「小泉構造改革」（聖域なき構造改革）路線の継承を意味するものであった。
第2次安倍内閣では新たに、デフレーションを克服するためにインフレターゲットが設定され、これが達成されるまで日本銀行法改正も視野に入れた大胆な量的金融緩和政策を講ずるという金融政策が発表された。この大幅な金融緩和は異次元の金融緩和とも評された。中日新聞はこれら一連の経済政策が、第40代アメリカ合衆国大統領ロナルド・レーガンの経済政策「レーガノミクス (英: Reaganomics)」にちなんで、アベノミクスと呼称されるようになったとする。命名者は中川秀直。「アベノミクス」は2013年のユーキャン新語・流行語大賞のトップテンに入賞した。

### 「三本の矢」
アベノミクス個別の政策としては、それぞれの矢として下記などが提示、あるいは指摘されている。
- 第一の矢：大胆な金融政策（低金利の維持、量的金融緩和政策、リフレーション）2013年4月からの日銀の国債大量買い上げが異次元の金融緩和の始まりとされる[22]。
  - 2%のインフレターゲット[17][18][23]
  - 無制限の量的金融緩和政策[18][23]
  - 円高シンドロームの是正[18][注 5]と、信用緩和（ETF、REIT購入）
  - 日本銀行法改正[18][24]
  - 日本銀行の買いオペレーションを通じた国債の買い入れ・長期保有[25]。
- 第二の矢：機動的な財政政策（公共事業、ケインズ経済学）
  - 大規模な公共事業（国土強靱化）[18]
- 第三の矢：民間投資を喚起する成長戦略（イノベーション政策、サプライサイド経済学）
  - 「人生100年時代」から創造される成長産業[26]
  - 一億総活躍[26]
  - 若者のチャレンジ[26]
  - 女性活躍社会[26]
  - NISA（少額投資非課税制度）
  - 海外の成長を取り込む観光立国

2014年6月30日、安倍はフィナンシャル・タイムズ紙に「私の『第3の矢』は日本経済の悪魔を倒す」と題した論文を寄稿し、経済再生なしに財政健全化はあり得ないと述べ、日本の経済の構造改革を断行する考えを表明している。改革の例として、
- 法人税の引き下げ。2014年に2.4%引き下げ、数年で20%台に引き下げ。
- 規制緩和、エネルギー・農業・医療分野の外資への開放。
- 外国人労働者の雇用。

を挙げた。また、2014年4月の消費税増税については「影響は限定的である」と述べている。
同年8月9日、安倍は月刊誌「文芸春秋」9月号に「アベノミクス第二章起動宣言」と題した論文を寄稿し、「経済成長こそが安倍政権の最優先課題」としてデフレ脱却に向けた決意を表明、地方振興・人口減少対策に全力を挙げる考えを示した。
組織
経済政策を進めるために経済再生担当大臣兼内閣府特命担当大臣（経済財政政策）である甘利明の下に日本経済再生本部を設け、さらにその下に経済財政諮問会議、産業競争力会議を設置している。

#### 政策ブレーン
- 浜田宏一（東京大学・イェール大学名誉教授（国際金融論・ゲーム理論[29][30][31]）、第2次安倍内閣内閣官房参与） - 安倍晋三の父・安倍晋太郎が興した「安倍フェロー」の研究員となったことから、安倍との親交が生まれた[32]。2001年内閣府経済社会総合研究所長だったときに官房副長官だった安倍と出会い、リフレ政策を勧めた[33]。
- 本田悦朗（元大蔵官僚、第2次安倍内閣官房参与）[34][35] - 菅義偉内閣官房長官は浜田宏一と本田について「2人はまさに『アベノミクス』を作った。多くの反対があったが、実行したらあらゆる経済指標がよくなり始めた」と述べている[36]。
- 高橋洋一（元財務官僚、第1次安倍内閣で経済政策のブレーン[37]、嘉悦大学教授）
- 黒田東彦 - 第31代日本銀行総裁。日銀総裁就任以前のアジア開発銀行総裁の時に黒田は日本経済にとって最大の課題はデフレからの脱却で、15年もデフレが続いているのは異常で、日本そして世界経済にもマイナスの影響を与えており、その修正は日本にとっても世界経済にとっても正しいとし、デフレの克服、および中期的な財政再建を堅持し、成長力を高めていくのは適切な政策とした[38][39]。また日本のデフレ脱却はアジアにも世界経済にもプラスになり、アジア各国も支持するとの認識を示している[40]。また、政府と日銀が2%の物価上昇率目標を設定する共同声明を結んだことについて「画期的なことであって、非常に正しいことだ」と述べた[41]。黒田は2013年4月4日の「量的・質的金融緩和」政策の公表[42][43][44] で、インフレターゲットを2年程度を掛けて年間2パーセントとするため、以下の5点にわたる政策を実施するとし[43]、市場からは驚きをもって迎えられた[45][46][47]。

(1)日銀の市場操作目標を無担保コールレートからマネタリーベース（日本銀行券＋日銀当座預金＋硬貨）へ変更
(2)2年後の日銀資産を現在（158兆円）の2倍近い290兆円にまで膨らませる。
(3)買入れ資産対象を従来の短期国債中心から、中期国債その他に拡大する（平均残存期間を3年弱から7年程度に延長する）。
(4)2パーセント程度のインフレが安定的に実現するまで継続する。
(5)銀行券ルールを一時停止する。
- 岩田規久男（リフレ派経済学者）、前日本銀行副総裁。経済ブレーンの一人[48]。上智大学・学習院大学名誉教授（都市経済学・金融論）。
- 中原伸之 - 金融政策のブレーンの一人[49][50]。
- 山本幸三（元大蔵省、自民党衆議院議員） - 野党時代、安倍をリフレ派に導き、アベノミクスの原案作りに携わる[51]。山本が超党派の議員連盟「増税によらない復興財源を求める会」を作り、その会長に山本が安倍晋三を据えた[52]。自民党総裁選で安倍を後援したのが山本らリフレ派で、安倍は総選挙の最初から「異次元の金融緩和」を掲げた[52]。第3次安倍第2次改造内閣において内閣府特命担当大臣（地方創生、規制改革）兼行政改革担当大臣。
- 藤井聡（京都大学大学院工学研究科教授（都市社会工学）、第2次安倍内閣内閣官房参与（防災・減災ニューディール政策担当））国土強靭化計画 の提唱者[53]。

### 財政健全化
アベノミクスと並行して、二度の消費税率の引き上げが行われた。
2013年5月28日の経済財政諮問会議では、経済再生担当大臣兼内閣府特命担当大臣（経済財政政策）の甘利明が財政健全化をアベノミクスの「第四の矢」に位置づけたという。しかしこの発言は、同日の経済財政諮問会議議事要旨にはない。自由民主党の野田毅税制調査会長は「アベノミクスは消費税率引き上げを前提に成り立っている」と表明している。
財政健全化をアベノミクスの「第四の矢」とすべきかについては、大和総研理事の木村浩一は賛成し、第1次安倍内閣で経済政策のブレーンの一人であった経済学者の高橋洋一は反対している。
2013年10月7日、安倍はアジア太平洋経済協力で講演を行い、消費税率の引き上げを決断したことを踏まえ「財政の健全化を図り、国の信認を維持することは、経済再生を進めていく上で不可欠であり、財政再建は私の成長戦略と車の両輪をなすものだ」として、経済成長と財政再建の両立を図る考えを強調している。ただし、消費税率の引き上げはアベノミクスという政策パッケージそのものではなく、「三党合意」の下で民主党政権時に決定していたことや、基礎的財政収支（プライマリー・バランス）の黒字化が、「骨太の方針2013」に閣議決定されていた背景がある。アベノミクスを掲げた安倍晋三自身は、国内外の経済情勢と消費税率引き上げの影響に当初から懐疑的な見解を示し、10%への引き上げに対して二度の延期を判断した。

### 「第四の矢」
財政健全化以外の政策・事象をアベノミクスの「第四の矢」とすべきだという意見もある。ジャーナリストの長谷川幸洋は、政府データの公開(オープンデータ)こそ、第四の矢になりうると主張している。日本経済新聞編集委員の田中陽は、2013年7月参議院議員選挙前の猛暑を「第四の矢」としている。
2013年9月7日、安倍は2020年夏季五輪の東京開催が及ぼす経済効果について、「経済、成長、ある意味で『第4の矢』の効果はある」と述べている。

### 新「三本の矢」
2015年9月25日の自由民主党総裁選挙で再選した際の記者会見で、安倍は、2015年からの3年間を「アベノミクスの第2ステージ」と位置づけ、「一億総活躍社会」を目指すと発表した。その具体策として下記の新しい「3本の矢」を軸としている。
1. 希望を生み出す強い経済[67]
2. 夢を紡ぐ子育て支援[67]
3. 安心につながる社会保障[67]

2015年10月の第3次安倍内閣 (第1次改造)発足時に、新設の一億総活躍担当・加藤勝信の下に一億総活躍国民会議を設け、「ニッポン一億総活躍プラン」を推進していくと発表した。
2016年8月3日に発足した第3次安倍内閣 (第2次改造)では働き方改革担当大臣、及び働き方改革実現会議を設置した。

## 背景

日本の失業（男女別、年齢別）。15-24歳（細線）が若年失業にあたる。

1990年代初頭のバブル崩壊を直接の発端とし、1997年の消費税増税やアジア通貨危機を経て顕著になったデフレーションによって停滞した日本経済は、失われた10年、さらには失われた20年を経験した。20世紀以降の先進国において、20年以上もの長期にわたって年率1%以下の低成長が続くのは稀である。バブル崩壊後の日本銀行による金融緩和政策（ゼロ金利政策）によっても民間投資は回復せず、流動性の罠から脱しきれなかった。
1997年4月1日、第2次橋本内閣は、3年前の1994年11月25日に村山内閣が成立させた税制改革関連法案に基づき、消費税率を3%から5%に引き上げた。ところが元来財政再建のための増税であったはずが、翌1998年度の一般会計税収は前年度比4.5兆円減少し、増税前の1996年には3.1%を記録した実質経済成長率も1998年には前年度比2.2%低下してマイナス成長に転じる結果となった。しかもその後の小渕内閣の緊急経済対策と重なって、国債発行額は18.5兆円(1997年)から翌1998年以降、30兆円超へと一気に倍増した。1997年までは増加し続けていた年間平均賃金も、消費税率の5%への引き上げを契機に、国内総生産よりも急速な減少に転じた。
日本の市場は米国の株価に左右される動きではあるが、米国の大企業が好決算を出していたものの、日本のGDPが上がらず、主力株である銀行や鉄鋼業などが低迷したままの状態であった。特に輸出関連のメーカーなどは1980年代の株価まで下落する状況であった。グレート・リセッションの間、2008年に日本の実質経済成長率は0.3％減少し、2009年には5.2％減少した。対照的に、世界の実質GDPは2008年に3.1%増加し、2009年には0.7%の減少に留まった。 2013年の時点で、日本のGDPは1991年とほぼ同水準で、日経平均株価指数はピーク時のわずか1/3であった。
アベノミクスは、このような推移を背景として、長期にわたる経済停滞を打破しようとして生まれた。議員連盟「アベノミクスを成功させる会」の前身は、「デフレ・円高解消を確実にする会」である。2020年11月現在は更に「ポストコロナの経済政策を考える議員連盟」と改称している。
前政権の民主党政権において数回、円売りドル買い介入をしたものの円高や株安は改善されなかった。2012年に、野田内閣は国の予算のバランスのために2014年に8%そして2015年に10%へ消費税を引き上げるようなひとつの法案を通した。この消費増税は、消費をより低迷させる一要因となるものと推測された。
2012年8月10日、野田内閣 (第2次改造)において、社会保障のための安定財源の確保のため2014年に消費税率を5%から8%へ、さらに2015年には10%への引き上げを盛り込んだ、税と社会保障の関連法案が可決・成立した。

## 政府の動向

### 政府政策・方針等の公式表明
- 2013年2月28日 第183回国会における安倍内閣総理大臣施政方針演説[80]。
- 同年4月4日、日銀総裁黒田東彦が「量的・質的金融緩和」政策を公表した（第一の矢）[43][44]。
- 同年4月19日 安倍総理「成長戦略スピーチ」@日本プレスクラブで第一弾発表[26]。
- 同年5月17日 安倍総理「成長戦略第2弾スピーチ」@日本アカデメイア[81]
- 同年6月5日 安倍総理「成長戦略第3弾スピーチ」@内外情勢調査会全国懇談会[82]
- 同年6月14日 「日本再興戦略-JAPAN is BACK-」を閣議決定[83]
- 同年10月1日 安倍総理「安倍内閣総理大臣記者会見」[84]
- 同年12月24日、政府は12月の月例経済報告を公表し、物価について「底堅く推移している」として、4年2カ月ぶりに「デフレ」の文言をなくした[85]。ただし、「デフレ脱却宣言」は見送った[86]。
- 2014年4月1日、消費税率の3%引き上げ（8%）を実施。
- 同年4月17日、政府は4月の月例経済報告で、景気の基調判断を1年5カ月ぶりに下方修正した[87]。
- 同年11月21日、安倍は4月の消費税増税による予想以上の景気の落ち込みで、アベノミクスの継続を問うとして衆議院を解散し、自公が衆院議席の2/3を超える形で勝利した（第47回衆議院議員総選挙)。
- 2019年10月、10%への消費税率引き上げ。複数税率（軽減税率）やキャッシュレスによる時限的なポイント還元が導入され、税収使途の一部が幼保教育の無償化に充てられることになった[88]。

また、安倍内閣は2020年までに最低賃金を時給1000円まで上げることを目指したが、東京・神奈川以外では達成しなかった。最低賃金の全国加重平均額は安倍内閣発足前の2012年が749円、安倍内閣退陣年の2020年は902円である）。
- 2024年3月19日、日銀の植田和男総裁は決定会合後の記者会見で、２０１３年４月から約１１年続いた異次元の金融緩和について、「役割を果たした」と説明した[91]。
- 2024年3月22日、日銀の「マイナス金利政策」解除に伴い３月の月例経済報告で、政策態度を示す記述から、第２次安倍内閣の経済政策「アベノミクス」の３本の矢に関する文言を削除した。政策態度について、日銀と「緊密な連携」を図ることを強調し、デフレ脱却に向けて「あらゆる政策手段を総動員していく」と明記した[91]。

### 閣僚の発言
2013年1月22日、閣議後の会見で、当時財務大臣であった麻生太郎は「円高がだいぶ修正されつつある」との認識を示した。
同年1月28日の臨時閣議後の記者会見で甘利明経済財政・再生相は、円安誘導との批判について「（ダボス会議で）説明後に、この政策に対して危惧を持っているという発言はなかった」と述べ、世界経済フォーラム年次総会（ダボス会議）ではおおむね理解を得られたとの認識を示した。甘利経済財政・再生相はIMF、OECDなど国際機関の責任者や民間の識者から日本の政策を支持する声が「相次いだ」と説明している。また、円安誘導との批判については「ごく一部の国からだ」と指摘し、ドイツや韓国、中国を挙げた。
同年2月9日、財務大臣の麻生は円安について、進みすぎだと発言している。また円安のペースは速すぎるとの認識を示している。
同年2月22日、安倍はバラク・オバマ大統領との首脳会談後の記者会見で、オバマ大統領が「安倍政権がとった大胆な政策が日本国民に評価されていると認識している」と応じ「歓迎した」と明らかにし、「日本経済の再生が日米両国、さらに世界に有意義であるとの認識を共有した」との認識を示した。
同年9月26日、安倍はニューヨーク証券取引所での講演で「Buy my Abenomics（アベノミクスは『買い』だ）」と述べている。また同年12月30日の東京証券取引所大納会でも「来年もアベノミクスは買いです」と述べた。
同年10月1日午後、安倍は、官邸で開かれた政府与党政策懇談会で、2014年4月に消費税を8%に引き上げると表明し「経済政策パッケージの実行により、消費税率を引き上げたとしても、その影響を緩和することができ、日本経済が再び成長軌道に、早期に回復することが可能と考えている」と述べた。同日、安倍は、首相官邸で記者会見し、2014年4月から消費税率を8%に引き上げる決定を発表し「社会保障を安定させ、厳しい財政を再建するために財源の確保は待ったなし」と述べ、増税に理解を求めた。「経済再生と財政健全化は両立し得る」と強調し、5兆円規模の経済対策を実施する方針を示した。
同年10月11日、麻生財務相はワシントンで開かれたG20財務相・中央銀行総裁会議後の者会見で、2014年4月の消費税率の8%への引き上げについて「日本が国際的にコミット（約束）してきた財政健全化目標の達成に向けた大きな一歩。各国の評価を得られた」と述べた。
2014年1月24日、甘利経済財政・再生相は、衆参両院本会議での経済演説で「もはやデフレ状況ではない」と述べた。
同年4月1日、消費税率の3%引き上げ後、安倍は「やっと手に入れたデフレ脱却のチャンスを手放すわけにはいかない」と述べた。4月8日には甘利経済財政担当相が、増税から1週間で「大きく消費が落ち込むという状況にはなっていない。想定内に収まっているのではないか」との認識を示した。また、茂木敏充経済産業相も駆け込み需要の反動減に関して「想定を超える反動減は生じていない」と述べた。
同年4月16日、副総理・財務相の麻生は午前の衆議院財務金融委員会で、約130兆円の公的年金の積立金を運用する年金積立金管理運用独立行政法人（GPIF）について「6月以降に動きが出てくる」とし、株式市場で「そうした動きがはっきりすれば、外国人投資家が動く可能性が高くなる」と述べた。同年7月11日、麻生財務相は2015年度の予算編成に関連し、「何が何でも基礎的財政収支（プライマリー・バランス）の赤字半減達成が優先順位の一丁目一番地」と述べ、財政健全化目標の実現が最優先課題との認識を示した。
同年8月18日、谷垣禎一法務大臣は、自由民主党有隣会の研修会での講演で、2015年10月に消費税率10%の引き上げを予定通りすべきとの考えを示し「10%にもっていけない状況が生まれれば、『アベノミクス』が成功しなかったとみられる可能性がある」と述べた。
2014年11月、いわゆる第47回衆議院議員総選挙について、安倍晋三は「今回の選挙はアベノミクスを前に進めるか、止めてしまうか、それを問う選挙だ。私たちの経済政策が間違っているか、正しいのか。本当に他に選択肢があるのかを国民に問いたい」と語った。さらに自公が大勝したことを受け、安倍晋三は「２年間の安倍政権の信任を受けた」「実感が得られない人々に、アベノミクスの成果を届けることが使命だ」と語った。麻生太郎副総理兼財務・金融担当相は「2年間のアベノミクスが評価された。アベノミクスは道半ばだが、きっちり仕上げていかなければならない」と語った。
2016年1月3日、地方創生担当大臣である石破茂がTBSの番組「時事放談」で「このまま財政規律が緩んだら、その後はハイパーインフレしかないよという認識をしっかり持っている」と語った。
2016年1月4日、安倍晋三は年頭記者会見にて、アベノミクスが国及び地方の税収増をもたらしたと述べる。
2016年1月26日、非正規雇用の増加を批判されていた安倍晋三は、衆院本会議で「55歳未満では平成25年から11四半期連続で非正規から正規への移動が、正規から非正規になる人を上回っている」「正規雇用が増加に転じている」「昨年11月で、正社員の有効求人倍率は0.79倍と平成16年の調査開始以来、最高になっている」と反論した。
2017年1月20日、安倍晋三は施政方針演説で「確実に経済の好循環が生まれている」と述べ、今後の方針についてはこれまでと変わらず「経済再生と財政再建、社会保障改革の3つを同時に実現しながら一億総活躍の未来を切りひらく」と発言。
2019年12月26日、安倍晋三が経団連に対し「重要なのは人材への投資だ」「来年の春も大いに期待している」と述べ、7年連続で賃上げを要請した。経団連の大手企業では6年連続で2%以上の賃上げが続いた。

### 内閣参与
浜田宏一内閣官房参与は2013年11月15日の講演で2014年4月からの消費税率の引き上げについて「私を含めて慎重派の説得力が財務省の説得力に打ち勝てなかった」と説明し「日銀の黒田東彦総裁は（追加の）金融政策を発動すると期待しており、心配していない」「黒田総裁が積極的に消費税を上げろと言ったのだから、責任とって金融政策はちゃんとやってもらわなければ困る」と述べている。また、アベノミクスの三本の矢を大学の通知表にならって採点すると「金融政策はAプラス、財政政策はB、成長戦略はE（ABE）」としている。浜田は2014年11月3日、4月の消費増税について「打撃が大きく、日本経済はふらついている」「増税を決定するには状況は非常に悪い」と述べ、2014年10月の消費税率10%への引き上げについて1年半延期すべきだとの考えを示した。
2014年9月1日、本田悦朗内閣官房参与は「消費増税は消費や投資に冷や水をかけ（成長）縮小効果がある政策」とし「消費増税とアベノミクスは逆を向いている。今はアベノミクスに集中すべきである」と指摘している。本田は、消費税の再増税の判断は「アベノミクスの成功に対して、非常に大きな影響を与える」と述べ、政策を失敗すれば景気腰折れにつながりかねないとしている。2014年11月に本田は内閣府が発表した7-9月期のGDP速報値について「ショッキングであり、もはや消費税増税を議論している場合ではない。日本経済を支えるため、経済対策に議論を集中すべきである」と述べた。
また、本田は日本銀行法を改正して物価安定とともに「物価安定を阻害しない限り雇用の最大化を図る」ことの条文での明示を主張し、日銀法改正の必要性は安倍に「会うたびに言っている」と述べている。2015年2月、安倍は日銀法改正について「将来の選択肢として視野に入れていきたい」と述べた。

## 経済の動向
2012年（平成24年）11月14日、2日後の11月16日に衆議院解散（近いうち解散）をして12月に衆議院議員総選挙を行うことが決まったため、自由民主党の政権復帰が視野に入ると共に円安・株高現象が起こった。円安になると円換算の売上が増えて国際競争力が付き、為替差益が生ずるため、輸出企業は増収増益が見られやすい。そのため、マーケットは思惑買いから先取りした相場展開となり、第2次安倍内閣の発足以前から市場が動いて株式市場において株価上昇効果が出た。以降、株高・円安がさらに加速したことで「アベノミックス」「安倍トレード」「安倍バブル」「安倍相場」「アベ（安倍）景気」「アベノミクス景気」という言葉をマスメディア等が使い始めた。
第2次安倍内閣発足から2014年3月迄は、2014年4月からの消費増税引上げによる駆け込み需要の影響で、毎月の個人消費は若干増加傾向にあったものの、引き上げ以降は落ち込み、毎月の消費支出は、15年前の小泉政権発足時以降で、最も大きい減少率となった。

### 2013-2014年
日経平均株価は、2013年3月8日にリーマン・ショック前の水準へ戻った。
安倍内閣発足後の2013年末、実質GDPは5四半期連続のプラス成長、2012年10-12月と2013年10-12月を比較すると年率2.6%増となった。
2014年5月、完全失業率が3.5%まで改善し、16年5ヶ月ぶりの低水準となった（アベノミクス前の2012年同月は4.4%）。有効求人倍率が1.09倍となり、1992年6月以来、約22年ぶりの高水準となった。
2014年5月30日、内閣府は景気の後退局面から拡大局面への転換点を表す景気の「谷」を2012年11月と判定した。安倍内閣が発足した2012年12月から景気回復が始まったことが明らかになった。
2014年10月31日、アベノミクスに基づいて日銀がマネタリーベースを年80兆円に拡大する追加金融緩和を発表した。この発表は事前に予想されていなかったサプライズ緩和であった。
2013年にタイ、マレーシアからの観光客に対して査証を免除し、2014年にはインドネシアからの観光客のうちICチップ入りパスポートを所持する人についてもビザを免除するなど、訪日外国人旅行客の誘致も積極的に推進され、2013年は1036万人と初の訪日外国人旅行者数の1000万人超えを達成、2014年は1341万人を記録し、前年の過去最高記録を更新した。また、2014年の訪日旅行客が使った金額も過去最高となる2兆305億円を記録した。
2014年の勤労者世帯実収入は前年比 実質3.9%減、名目0.7%減となり、2人以上世帯の消費支出（実質）は前年比 2.9%減、消費支出（除く住宅等）は前年比 2.5%減となった。日本経済新聞は、4月の消費税の引き上げの影響によるものと見ている。
完全失業率は2012年平均から2014年平均にかけて4.3％から3.6%に低下した。また、同年平均の完全失業者数は285万人から236万人に減少した。

### 2015年
2015年2月20日、東証株価指数（TOPIX）が7年ぶりに1500を記録した。
2015年4月10日、日経平均株価が15年ぶりに一時2万円を記録した。同月22日には、輸出の増大と輸入の減少により同年3月の貿易収支が2年9カ月ぶりに黒字を記録した事が発表された事などにより、終値でも2万円超えを記録した。
2015年5月28日、円安ドル高の加速を受けて日経平均が終値で2万551円を記録、27年ぶりに日経平均株価が10日連続で続伸した。
2015年1月の時点で日本銀行総裁を務める黒田東彦は、2年間で2%のインフレ目標達成は困難になったと認め、2%のインフレ誘導実現は2016年3月になるだろうと述べた。指標となるコアCPIは2014年11月の時点で0.7%であり、その年4月に施行された消費税率引き上げを境に下落基調となっている。黒田は2013年4月の時点で、あらゆる手段を用いてその2%のインフレ目標を実現させると宣言していた。黒田は持続的な物価上昇には賃金上昇が必要との意見に同意した上で、2015年4月に行われるであろう労組と企業の間での賃上げ交渉の動向を見守ると示唆した。また、いまだデフレからの脱却ができていない事実について、人工衛星を打ち上げて安定軌道にのせるにはより大きな脱出速度が必要になるのだと述べた。
2015年10月、有効求人倍率が1.23倍に達し、1992年1月以来の高水準となった。
2015年の実質賃金指数は速報値で前年比0.9%減となり、4年連続でマイナスとなった。このうち3年間はアベノミクスが推進された期間と一致する。政府主導によるベースアップで名目賃金は増加したものの、それ以上に金融政策に伴う円安による輸入物価の上昇などの影響が大きいとみられる。
2015年の総世帯の家計調査で1世帯当たりの実質消費支出が前年比2.7%減（速報値）となり、2014年に続き2年連続の減少となる 消費支出の水準は、比較可能な2000年以降で最低だった。
2015年、「アベノミクスは格差を拡大させている」との批判が広がり始めていたが、厚生労働省の国民生活基礎調査によると、相対的貧困率は2012年（過去最悪）の16.1%から15.7%に低下した。また、子どもの相対的貧困率は16.3%から13.9%に低下した。

### 2016年
2016年1月29日、日本銀行の黒田総裁は日本の歴史上初のマイナス金利導入を発表した。
2016年通年では、正規職員・従業員は、前年から51万人増加し3355万人となった。一方、非正規職員・従業員は、前年から36万人増加し2016万人となった。前年度比では、正規職員・従業員は1.5%増加、非正規職員・従業員は1.8%の増加となる。
2016年9月、日銀は「総括的検証」に基づき、従来の枠組を変更した上で、「長短金利操作付き量的・質的金融緩和」へ金融政策を変更した。
2016年11月18日、消費税率10％への引き上げを2017年4月から2019年10月に再延期する税制改正関連法が参議院本会議で自民、公明両党などの賛成多数で可決、成立した。
2016年の実質賃金指数は速報値で前年比0.7%増となり、5年ぶりに上昇となった。一方で、16年12月の実質賃金は前年同月比0.4％減となり15年12月以来1年ぶりに減少した。
2016年、名目雇用者報酬は267.4兆円になり、リーマンショック前である2007年の266.6兆円、2008年の266.8兆円を上回った。
2016年の総世帯の家計調査で1世帯当たりの実質消費支出が前年比1.7%減（速報値）となり、3年連続の減少となった。

### 2017年
2017年2月17日、総務省は2016年の実質消費支出が前年比1.8%減と発表した。
2017年2月には年金積立金管理運用独立行政法人(GPIF)と日本銀行が、東証一部に上場する企業のうちおよそ半数の約980社で事実上の大株主となっていることが、朝日新聞・東京商工リサーチ・ニッセイ基礎研究所の調べでわかった。
2017年4月28日、厚生労働省は有効求人倍率が1990年11月以来26年ぶりの水準である1.45%に達したことを発表した。
2017年5月11日、財務省は2016年度の経常収支は20兆1990億円の黒字と発表した。年度累計の黒字額が20兆円台に乗せたのは2007年度以来9年ぶりとなる。一方、16年暦年の対米収支は、円高に伴う輸出額の減少で5年ぶりに黒字額を縮小した。
2017年6月、厚生労働省によると、正社員の有効求人倍率が1.01倍となり、2004年11月の調査開始以降、初めて1倍を超えた。
2017年11月、厚生労働省が「賃金引上げ等の実態に関する調査」の結果を発表し、従業員100人以上の企業において定期昇給やベアなどで賃上げを行った企業の割合が87.8％（前年比1.1ポイント増）となり、過去最高であることがわかった。
2017年12月25日、日経平均株価は終値で2万2939円18銭の年初来高値をつけた（1992年1月9日以来のおよそ26年ぶりの高値）。
2017年12月、有効求人倍率が44年ぶりの高水準となった。
2017年、年平均の完全失業率は2.8％に低下し、1993年（2.5%）以来の水準に改善した。

### 2018年
2018年1月23日、日経平均株価は終値で2万4124円15銭をつけた。約26年ぶりの2万4000円台の回復。
2018年１月　銀行の貸出金が484兆円と2年前と比べ4%増加、銀行収益はマイナス金利により悪化。
2018年2月7日、厚生労働省は物価変動の影響を除いた2017年通年の実質賃金は16年に比べて0.2％減ったと発表した。2年ぶりのマイナスとなる。名目賃金にあたる現金給与総額は0.4％伸びたものの、物価の伸びに賃金の伸びが追いついていないと報じられている。
2018年2月16日、総務省は2017年の実質消費支出が前年比0.3%減と発表した。マイナス幅は前年の1.7%より縮まったが、4年連続の減少となる。
2018年2月16日、帝国データバンクは「2018 年度の賃金動向に関する企業の意識調査」において、賃金改善が「ある」と見込む企業は全体で56.5％となり、過去最高を更新したと発表した。2018年度の実績として、賃金改善が「あった」企業は67.3%だった。
2018年9月3日、財務省が法人企業統計を発表し、4月から6月にかけて企業の経常利益が8四半期連続の増加となり、製造業・非製造業とも過去最高を更新したことがわかった。
2018年12月、日経平均株価が一時1万9千円を下回った。
2018年12月、年平均および12月の完全失業率が2.4%まで低下し、1992年（2.2%）以来26年ぶりの低水準まで改善した。
2018年、厚生労働省の国民生活基礎調査において、相対的貧困率が2015年の15.7%から15.4%に低下した。また、子どもの相対的貧困率は13.9%から13.5%に低下した。2回連続の低下は1985年以来初であり、子どもの相対的貧困率については1994年以来であった。

### 2019年
詳細は「2019年の経済」
2019年1月、茂木敏充大臣は景気回復期間が「戦後最長となったとみられる」と表明した。それまで1位の第14循環（与謝野馨命名ダラダラかげろう景気）の年平均の実質国内総生産（GDP）成長率1.6％を下回る1.2%で、「実感なき景気回復」との声もある。内閣府は、人口減少下でも就業者数が375万人増えたことで、個人消費を支えているとした。。
2019年2月　マイナス金利導入から3年が経過するも、消費者物価の伸び率２％は達成できず。マイナス金利により純損失となる地方銀行が相次ぐ。
2019年2月、帝国データバンクの「2019 年度の賃金動向に関する企業の意識調査」によると、調査対象企業のうち全体で55.5％、中小企業の56.5%が「賃金改善の見込みがある」と回答し、3年連続の5割超えとなった。
2019年3月、政府は月例経済報告で同年1月に「戦後最長の景気拡大」とした日本経済の総括判断を中国経済の減速などを理由に3年ぶりに引き下げた。
2019年3月、正規の職員・従業員数が3,474万人に達し、50カ月連続の増加となった。
2019年7月21日　に行われた第25回参議院議員通常選挙において、自民党の公約集にアベノミクス6年の実績として「若者の就職内定率：過去最高水準」「中小企業の倒産：28年ぶりの低水準」「有効求人倍率：史上初、全ての都道府県で１倍超え」「家計の可処分所得：4年連続増加　292.7 兆円（2012 年） → 302.1 兆円（2017 年）政権交代後 9.4兆円増」「生産農業所得：19年ぶりの高さ」「訪日外国人旅行消費額：過去最高」「国民総所得：過去最高」が掲示された。
2019年8月、有効求人倍率が1.59倍まで上昇、完全失業率が2.2％まで低下。。前年同月比で見ると就業者数が80カ月連続で増加し、6,751万人に達した。
2019年9月、有効求人倍率が1.64倍に達し、正社員の有効求人倍率1.14倍は過去最高の水準となった。

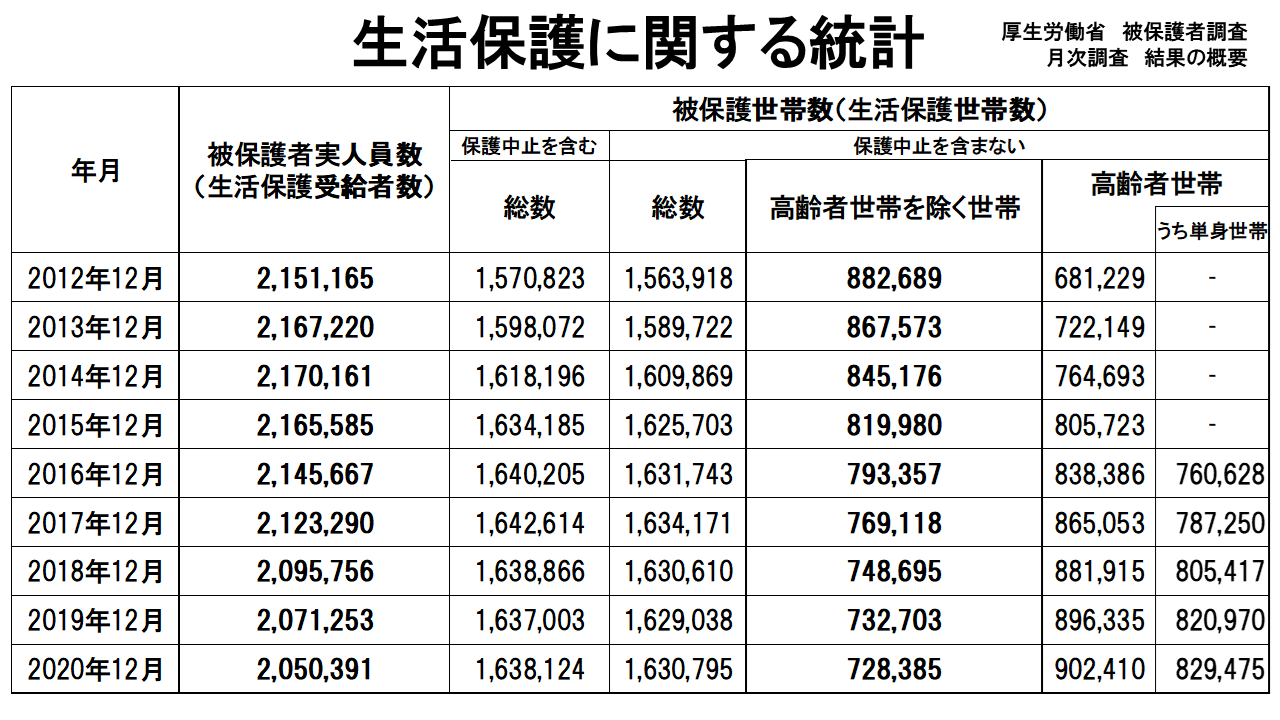

2019年12月、厚生労働省の被保護者調査によると、被保護実人員（生活保護受給者）は2,071,253人になり、アベノミクスが始まる前である2012年12月の2,151,161人から、コロナ禍を迎える直前までに約8万人減少する結果となった。
2019年、倒産件数は、帝国データバンクの「全国企業倒産集計」で8,354件/年、東京商工リサーチの「全国企業倒産状況」で8,383件/年だった。アベノミクス前の2012年は、帝国データバンクで11,129件/年、東京商工リサーチで12,124件/年だった。2014年以降は1万件を下回り続けていた。
2019年、二人世帯以上の世帯のうち、勤労者世帯の可処分所得は476,645円／月に達した。アベノミクス前の2012年は425,005円／月であり、2013年～2014年は下回っていたが、2015年以降は2012年を上回り続けた。
2019年、名目暦年GDPの実額が558.16兆円、実質暦年GDPは554.76兆円に達した。アベノミクス前の2012年は同名目500.47兆円、同実質517.86兆円（2015暦年連鎖価格）。
2019年、外国人観光客が過去最高の3,188万人に達し、アベノミクス前の2012年の835万人から大幅に増加した。観光庁の試算によると旅行消費額は4兆8,135億円となり、7年で4.4倍となった。外国人観光客の増加目標はアベノミクス第三の矢「成長戦略」の柱と位置付けられていた。
2019年、総務省の労働力調査で、非正規雇用者のうち、非正規雇用に就いた主な理由を「正規の職員・従業員の仕事がないから」と回答した“不本意非正規”の割合が10.9％、推定236万人まで減少した。集計を始めた2013年1月～3月期は19.9%、349万人であり、概ね低下傾向が続いた。

### 2020年

#### 1月
15日、東京商工リサーチは2019年1－12月に早期・希望退職を募集した上場企業は延べ36社、対象人数は1万1,351人で過去5年で最高となった。件数、人数共に前年の約3倍となった。

#### 2月
2月7日厚生労働省は、速報で2019年の実質賃金が-0.9％で2年ぶりに減ったと発表。2019年の農水産物の輸出が0.6％増の9121億円にとどまり政府目標の1兆円に届かなかった。総務省によると2019年12月の1世帯当たりの消費支出は実質で前年同月比-4.8％で3か月連続のマイナスになった。
2月17日、内閣府は2019年10－12月期のGDPの速報値は実質で-1.6％（年率で－6.3％）となり、前回の消費税増税直後（2014年4－6月）の-7.4％以来5年半ぶりの大幅なマイナス成長になったと発表した。また、2019年の実質経済成長率は前年比＋0.7%と発表。

#### 3月
3月9日、東京商工リサーチは2月の倒産件数が前年同月比10.7%増の651件となり6カ月連続で前年を上回ったと発表した。
13日、日経平均株価が取引中に約30年ぶりの1800円超の下げ幅を記録した。
3月26日、月例経済報告で厳しい状況にあるとして6年9カ月ぶりに回復が消えた。

#### 4月
4月23日、月例経済報告で、急速に悪化しており極めて厳しい状況にある。景気ウォッチャー調査では既にリーマンショック時以上の激しい落ち込みを示している。
4月25日、厚生労働省は雇用調整助成金の助成率を要請に応じる事を条件に10割に引き上げると発表。
27日、財務省の4月の経済情勢報告によると、全国の総括判断を引き下げ、極めて厳しい状況にあるとした。下方修正は2012年10月以来7年6カ月ぶり。極めて厳しいは年4回の全国財務局長会議が始まった2001年以来初めて。全地域で下方修正はリーマン・ショック後の2009年1月以来11年3カ月ぶり。

#### 5月
13日、東京商工リサーチは4月の倒産件数が前年同月比15.2％増の743件で増加率は5カ月連続の2桁となりリーマン・ショックの4カ月連続を超えた。内閣府は4月の景気ウォッチャー調査は現状判断指数が前月比6.3p下落の7.9で3カ月連続で大幅悪化となり2002年以降過去最低を更新した。基調判断を3カ月連続で下方修正し「極めて厳しい状況にある」から「極めて厳しい状況にある中でさらに悪化している」に引き下げた。西村康稔経済再生担当大臣は「リーマン・ショック時をはるかに下回り悪化のスピードも急激だ」。財務省は3月の経常収支の黒字額は前年同月比32.1％減の1兆9710億円。旅行収支は86.5％減の245億円と大幅に悪化した。一方、2019年の経常黒字は前年比1.4％増の19兆7615億円だった。旅行収支の黒字額は1％増の2兆4518億円で1996年以降で最高だった。また、2020年全体の倒産件数7,773件は過去50年で4番目の低さであり、政府の企業に対する無利子無担保の資金繰り政策が一定程度奏功したと見られている。

### 2021年
12月15日、国内総生産 (GDP) の基準となる基幹統計の基礎データが、遅くともアベノミクスが始まった2013年度から改竄（数値を二重計上した事実上の粉飾行為）されていたことが判明した。過大にされた額は2020年までの7年間で34兆5千億円分。この件について、水増しされた数値を過去にさかのぼって修正する方法を検討していた有識者会議（座長・美添泰人青山学院大名誉教授）は国内総生産（GDP）への影響は軽微にとどまるとの認識を示した。また、2018～21年度の名目GDPの伸び率が本来より0・0～0・1ポイント低く計算されており、不適切だった統計の是正は上方修正の要因になった。2022年12月現在に公表されている名目GDPは、主に民主党政権下にあった2012年度：499.4兆円からアベノミクス後の2013年度：512.6兆円となり、2019年度556.8兆円、コロナ禍2020年度：537.6兆円、菅（義偉）政権と岸田政権下の2021年度：550.5兆円となっている。

### 2023年
4月、東京新聞は「一人あたりの名目国民総所得（GNI）を10年後に150万円増へ」とした安倍晋三の「日本再興戦略」について「当時から5割しか増加しておらず達成は困難」と論じた。

### 2024年
2024年2月22日、日経平均株価が1989年の大納会でつけた史上最高値の3万8915円を更新した。
2024年3月19日、日本銀行は金融政策決定会合で「マイナス金利政策」の解除を決定。
2024年7月4日、東証株価指数が1989年12月18日につけた史上最高値の2886.50を更新した。
2024年8月15日、内閣府が発表した速報値で名目GDPが初めて600兆円を超えた。2015年に当時の安倍首相が目標として打ち出したもので、目標から4年遅れで到達したものの、インフレの影響も指摘されている。

## アベノミクスの成果と評価
アベノミクスの日本政府による最も公式な政策評価はまだ無い。この異次元金融緩和は当初の想定を超えて10年以上も続いた。結果、金利に歪みが出て長短金利が逆転、そのため日銀は長期国債を金融市場から大量に買い続けることで長期金利をほぼ0%に維持する長短金利操作を導入する等もしたが、経済成長の成果が見られずに終わりが見通せず、銀行・証券会社からは市場の原理を歪めてしまうのではないかとの不安の声があがっていた。異次元金融緩和により企業の株価・収益が改善したとの声もある一方で、既に安倍首相就任時から株価は期待感から上昇、金融緩和はそのバブルを維持しただけであり、企業収益改善はIT革命による世界的な好況で海外進出企業の海外収益が向上したことによるもので現に日本自体のGDPは殆ど変わっていないとの指摘もあり、成果はなかったとの声も強い。コロナ禍による2020年度からの対策費やウクライナ侵攻による世界的な物価高が想定外で、景気対策の財政支出を増やし、国債の大量発行につながり、財政規律が失われたのではないかとの声も強い。国債の日銀保有割合は2013年3月末には11.3%であったが2024年12月末には52.0%に増大した。2024年度の一般予算の歳出が112.6兆円、内約3割の35兆円が新規発行国債で賄われ、借換分も含めれば約182兆円となった。国債残高が増加すれば、本体国債自体は借換に成功しても利払費支払いは増大し、さらに高金利になればこれが一挙に増えることになり、本来は他の本来の政策に使うべき予算の多くを奪うことになる。かつての高金利時代には国債残高が対GＮP比率が100%をこえると少々の財政引き締めでは減らすのが難しくなり国債発行費が膨張し続けるとの指摘もあった。
これまで低金利の中で銀行などの金融機関にとって国債自体が収益をあげるための重要な手段となっていて、経営に組み込まれていて消化は安定しているとの意見もあった。しかし、2024年3月に日銀は政策金利引き上げ、その後、財政規律を回復し市場のチェック機能を働かせる目的で、国債発行残高の半分以上をしめる保有額565兆円から7～8%を減らすことを発表、量だけでなく高金利下での価格低下の懸念からもあって民間金融機関では消化しきれないとの声も出ている。そのため、財務省は今度は海外への売り込みを進めている。が、これが実現すれば国内金融市場のみで消化する必要はない反面、その分かえって巨額発行が続き、今後は海外投資家の購入動向にも左右され、借換が果たせずにいわゆる国の破産ともいうべき国債のデフォルトが海外要因で起こる危険性が生じることになる。

### インフレターゲット
2年程度で達成するとした2％の物価安定目標は、安倍政権の7年8ヵ月に達成することなく、2％には遠く及ばない低水準で推移した。そのため、当初2年間の時限措置であった大規模な金融緩和は長期化することになった。

### 労働市場

OECD各国の全労働力人口における失業者

完全失業率
失業はバブル崩壊前の水準にまで低下し、2014年以降、OECD諸国において最小となった。
2012年11月4.1%、12月4.2%
2013年 1月4.2%、 2月4.3% 3-5月4.1% 6月3.9%
2013年4.0%
2014年3.6%
2015年3.4%
2016年3.1%
2017年 3-4月2.8% 5月3.1% 6月2.8%
2018年2.4%
2019年2.4%
2020年2.8%
就業者数
労働参加率（生産年齢人口に占める労働力人口の割合）は上昇し続け、OECD上位グループのひとつとなった。主に女性の参加率が過去最高を記録したことによる。
不完全雇用状態にある非正規雇用は7%以上減少した。

日本のの15-64歳人口における労働参加率（男女別）
日本における不本意非正規雇用労働者の割合・人数の推移

賃金
平均賃金は2000年代を通して±3%程度の変動であり、賃上げの傾向は見られなかった。2015年からは韓国に抜かれた。
実質賃金指数は低下を続け、安倍政権発足時の2012年から2017年にかけて3.7%下落した。統計不正発覚により集計方式を変更した2018年には0.2%上昇したが、変更されたことでそれ以前とは比較できず、また変更点も政権優位に見せる方式だと論争になった。翌19年には再び1.0%減。
有効求人倍率
有効求人倍率は上昇し続け、2014年には1.0倍を超えた。

### 自殺率

G20各国の人口10万人あたり標準化自殺率

2012年より自殺率は下落傾向を続け、2016年にはバブル期を下回り、戦後最小となった。

### 国内総生産
円建ての名目GDPは民主党政権下であった2012年の約500兆円から2019年までの7年間で約558兆円、国内総生産は517兆円から2018年までに約555兆円となり、約300万人の人口減少下においていずれも過去最高に達した。
一方で、実質GDP成長率は年平均1％程度に留まり、目標として掲げていた2%には届かなかった。
名目GDP
2012年（10-12月期）493兆円
2019年（7-9月期）559.2兆円（物価上昇を除いた実質でも43兆円増）
実質GDP成長率
2013年2.0%
2014年0.3%
2015年1.2%
2016年0.5%
2017年2.2%
2018年0.3%
2019年0.3%
名目GDP成長率
2013年1.7%
2014年2.1%
2015年3.3% 目標達成
2016年1.3%
2017年1.0%

### 消費動向
物価
消費者物価指数(総合;前年同月比) 6月に入り始めてインフレ方向に転じた
2012年11月-0.2% 12月-0.1%
2012年0.0%
2013年 1月-0.3% 2月-0.7% 3月-0.9% 4月-0.7% 5月-0.3% 6月0.2%
2013年0.4%
2014年2.7% 目標達成（消費増税の影響）
2015年0.8%
2016年-0.1%
2017年 3月0.3% 4月0.4% 5月0.4% 6月0.4%
消費需要の動き
2013年
1月〜4月
百貨店の美術・宝飾・貴金属などの売上は対前年比6.8%、8.6%、15.6%、18.8%増。しかし百貨店の総売上は0.2%、0.3%、3.9%、-0.5%減。
スーパーの売上高は対前年比-4.7%、-5.5%、1.7%、-1.9%
コンビニの売上高は対前年比-0.9%、-4.7%、-0.4%、-2.6%減
5月、6月
全国百貨店2013年
5月 対前年比 2.6%増
6月 同 7.2%増
スーパー2013年
5月 対前年比 0.2%増
6月 同 2.8%増
コンビニ全店2013年
5月 対前年比 4.1%増
6月 同 5.5%増
コンビニ既存店2013年
5月 対前年比 -1.2%増
6月 同 0.1%増
消費者態度
内閣府の消費動向調査（2013年7月調査、8月9日発表）の総世帯・季節調整済み数値で消費者態度指数は、5月45.6、6月44.3、7月43.6と2ヶ月連続で悪化。一般世帯季節調整済みでは、5月45.7、6月44.3、7月43.6である。
回答の区分構成比は、下表の通り
|                        | 良くなる | やや良くなる | 変わらない | やや悪くなる | 悪くなる | 重み付きDI |
| ---------------------- | -------- | ------------ | ---------- | ------------ | -------- | ---------- |
| 暮らし向き             | 0.5      | 6.3          | 59.8       | 26.7         | 6.7      | -32.8      |
| 収入の増え方           | 0.3      | 5.4          | 61.4       | 24.2         | 8.7      | -35.6      |
| 雇用環境               | 0.3      | 18.3         | 60.9       | 15.4         | 5.0      | -6.5       |
| 耐久消費財の買い時判断 | 0.4      | 15.3         | 51.7       | 26.9         | 5.6      | -22.0      |
| 資産価値の増え方       | 0.6      | 11.6         | 65.0       | 17.5         | 5.4      | -15.5      |

### 企業収益・設備投資
企業収益
2012年度48.5兆円
2018年度83.9兆円
設備投資については、2013年度計画（2012年比)は全産業で10.3%増、うち製造業10.6%増、非製造業10.1%増。なお、2011年度実績に対する2012年度実績は、全産業で2.9%増、うち製造業2.7%増、非製造業3.1%増であった。
2014年度計画（2013年度比)は、全産業で▲10.0%、うち製造業▲12.4%、非製造業▲9.0%と減少計画となった。
投資動機では、全産業2013年計画で能力増強39.5%、維持・補修21.4%、新製品・製品高度化9.5%、合理化・省力化7.1%、研究開発9.0%、その他18.3%となっており、「維持・補修」のウェイトが調査開始以来最大となっている。
企業の資金需要に関係する設備投資計画/キャッシュフローDIは2013年度計画で全産業▲40.3となっている(これは設備投資額がキャッシュフローを上回ると答えた企業数が29.9%、下回ると答えた企業70.2%を意味する)。これは企業の借入需要は回復していないとも、約1/3の企業で資金需要が出てきたとも解釈できる。
地域別(資本金1億円以上)でも2012年度実績にたいする2013年度計画は全国全産業で9.5%増となっているが、北海道と北関東では前年度実績を下回る計画となっている。逆に東海と四国では、増加率が20%を超えている。

### 税収
2012年度当初予算78.7兆円
2019年度当初予算107兆円

### 消費税率の引き上げ
2014年4月から6月までの改訂版の実質経済成長率はマイナス1.8%、年率換算値でマイナス7.1%であった。
速報値は年率マイナス6.8%であったが、それが下方修正された。これは2009年以降で最大の下落率であり、専門家らはこの下落は消費税の増税のためであると述べる。

### 国債格付け
2014年-2015年に、3大格付け会社のムーディーズ、フィッチ・レーティングス、スタンダード&プアーズはアベノミクスの効果を疑問視し日本国債の格付けを下げている。

## 野党の反応
アベノミクスをめぐる論戦で野党は二極化し、競争原理を重視する小さな政府を目指すみんなの党と日本維新の会は方向性には同調しつつ、規制改革の踏み込みが足りないと主張している。一方で、民主党・生活の党・日本共産党・社会民主党は格差拡大を助長するとの見方から、アベノミクスの方向性を批判している。
民主党は「賃上げなき物価上昇、格差の拡大、国債の金利の乱高下などの副作用が生じている」と副作用を指摘している。みんなの党は規制改革が不十分なことについて「古い自民党体質の政治が露呈していることの表れであり、アベノミクスの欠点」と主張したが、総論としての批判はしていない。日本共産党は「国民の所得を直接増やす『矢』がない。国民所得を減らして奪うものばかり」と富裕層が豊かになれば国民も豊かになるとする、いわゆる「トリクルダウン理論」を批判している。ただし、アベノミクスの提唱者である安倍本人が2015年1月28日参議院本会議にて「我々が目指しているのは、いわゆるトリクルダウンではなく、経済の好循環の実現であり、地方経済の底上げであります」と述べており、その後もトリクルダウンを狙った政策ではないことを度々強調している。
日本維新の会
2013年2月12日、日本維新の会の石原慎太郎共同代表は衆議院予算委員会において「何としてもアベノミクスを成功させて欲しい」と要望し、「日本の国家の会計制度に懸念を持っている。これを合理化して企業並みにしないと、アベノミクスのバリアになる。この国には健全なバランスシート（財務諸表）がない。国は何で外部監査制度を導入しないのか。アベノミクスを成功させるためにも会計制度を一新させる必要がある。会計制度を変えると税金の使途がハッキリ分かる」と提言を行った。
後継政党である維新の党も基本的には、アベノミクスを評価しており、「全否定はしないが、普通の暮らしをしている人たちの生活をどう支えるかが足りない」と指摘し、「イシンノミクス」を打ち出した。
みんなの党
2013年2月5日、山内康一みんなの党国対委員長は、衆議院本会議において、安倍が掲げる公共事業について「特定の産業を育成するのは社会主義計画経済的な発想だ。経済政策は保守主義の王道から外れるのではないか」と述べた。
新党改革
新党改革の荒井広幸代表は、アベノミクスについて「効果があると、大勢のみなさんが感じておられる。民主党の沈滞、停滞の時に戻していいかと思っている。」と述べ、家庭にもアベノミクスの恩恵が行くようにしないといけないとして、アベノミクスを補強する手段として「家庭ノミクス」を提唱した。
次世代の党
次世代の党は、第47回衆議院議員総選挙のマニフェストのなかで、アベノミクスについて「基本的方向性は是とするが、軌道修正が必要」とした。「次世代ミクス」として、金融政策への過度の依存是正や、消費税増税の延期、道州制などの規制改革などを主張した。
民主党
2012年12月24日、民主党代表の海江田万里は安倍が掲げる金融政策について「学者の中にもいろんな考え方がある。国民生活を学説の実験台にしてはいけない」と述べ、対決姿勢を示した。同年12月25日、民主党新代表に選出された海江田はアベノミクスに潜む危険性を予算委員会で指摘した。記者会見では「公共事業の大盤振る舞いは古い考え方」と批判し、金融政策について「日銀の独立性が損なわれるような政策はや円の信認にかかわり、様々な副作用が予想される」と語った。
元首相・野田佳彦は「何でも日銀に責任をかぶせるやり方だ。国際社会では通用しない」と述べアベノミクスを批判した。首相時代に野田は安倍総裁の金融政策に関する発言について「安倍さんのおっしゃっていることは極めて危険です。インフレで喜ぶのは株・土地を持っている人。一般庶民には関係ありません。借金を作ってそんなことをやってはいけない」「金融政策の具体的な方法まで言うのは、中央銀行の独立性を損なう」と批判していた。
2013年1月30日、衆院本会議で海江田万里は、財政政策について「公共事業に偏重した旧来型経済政策は効果に乏しく、財政赤字を膨らませてきた」と批判。物価上昇2%を目標とする金融政策に関しても「国民生活への副作用も無視できない」と懸念を示し、「景気回復が一過性なら、雇用や賃金はほとんど増えない可能性がある」と指摘し、実質賃金の引き下げなどにつながりかねないと疑問を呈した「。
2月7日、民主党の前原誠司は衆院予算委員会において、デフレの背景として、日本の人口減少が影響していると指摘、これに対し安倍は「人口減少とデフレを結びつける考え方を私はとらない。デフレは貨幣現象であり、金融政策で変えられる。人口が減少している国は他にもあるが、デフレに陥った国ない」と答えた。これに対して前原誠司はさらに「日本を他の国と比べることは出来ない。他の国との大きな違いとして、日本には莫大な財政赤字ある。人口が減っていくという事は国民一人当たりの負担が増えていくという事ではないか」と応じた。
2月12日、民主党の後藤祐一は衆院予算委員会において「三本の矢は我々民主党が言い出し、三本を一体でやっていこうと主張しているが、安倍首相は『一本目の矢の金融緩和は勝手に日銀がやってくれ。我々政府は知らない』と言っている。三本の矢で行こうというのが日銀と民主党の考え方、一本の矢で行こうというのが安倍首相の考え方であり、食い違いがある」、「人口減少とデフレは密接に関係している」、「2%の物価安定目標の達成に向けて安倍首相は政府は全く責任を取らないと主張している。本音は（2013年7月の）参院選が気になっているだけだ。安倍首相のマクロ経済に対する考え方は私は大変疑問だ」と発言した。これに対し、安倍首相は「そもそも三本の矢と言い始めたのはあなた（後藤祐一）でも日銀でもなく私であり、2012年自由民主党総裁選挙を通じて申し上げてきたもの。単に金融政策をやるのではなく、それと共に有効需要をつくっていき実体経済を成長させ、そして地域が活性化し雇用や賃金に反映させる時差を短くし、景気回復の実感を持って頂く。そのために二本目の矢の財政政策が必要であると主張している。しかしこれは何度も打てないので三本目の矢の成長戦略をしっかり打つ。これを同時に打ち込み、以前から言ってきた経済三団体への賃上げ協力要請 も本日行う。私が全く言っていない事について、言った事として批判されても本当に困る」、「山本幸三議員が先程のヤジで指摘した通り、アメリカは日本より遥かにデフレギャップが大きいのにデフレに陥っていない。人口が減少している国の中でデフレ脱却していない国は日本だけ」と反論した。
4月7日、野田佳彦は千葉県佐倉市のパーティーでアベノミクスについて「海外投資家と食事する機会があり、その1人が『ABE』と言った。Aはアセット。Bはバブル。Eはエコノミー。資産バブル経済、という意味だ」と述べ、バブルを生み出していると批判した。
4月17日、国会の党首討論で海江田万里は、安倍政権の金融緩和策について「大変な劇薬を日本は飲んだ。副作用、あるいは落とし穴がある」と指摘し、物価上昇など負の側面があると強調した。それに対し安倍首相は株価上昇で5兆円の年金運用益の数字を並べて反論し「何もしなければリスクがないと思ったら大間違いだ。閉塞感の中で悩んでいた状況を変えることができた」と反論した。
5月29日、海江田万里は、日本外国特派員協会での記者会見で「円安によって輸入品の価格が上がり、人々の生活は苦しくなっている。中小企業などにも影響が出て、漁業従事者も大変厳しい状況だ」「長期金利がほぼ1%に上昇した。国債が暴落して金利が上昇するのが、アベノミクスの一番のリスクだ」と述べ、安倍政権の経済運営を批判した。
6月25日、民主党は参院選公約を発表し、安倍政権の経済政策について物価上昇や国債金利の乱高下など「強い副作用がある」と批判した。
7月3日午後、日本記者クラブ主催の党首討論会で海江田万里は「首相の経済政策は国民の期待を膨らませるのには成功したが、副作用として物価が上がっている」と懸念を示した。
海江田万里は、広島市の街頭演説で「アベノミクスは3年たてば必ず破綻する」と述べている。
2014年9月28日、民主党幹事長の枝野幸男は、2015年10月の消費税率10%引き上げを先送りすれば、アベノミクスの失敗を自ら認めることになると述べ、10月22日には「アベノミクスによって経済が好循環に入っていれば、（消費税率を）上げられるはずである。日本のためには、約束通り進めることがベストである」と述べた。
10月28日、枝野幹事長は「アベノミクスが成功だとして続けながら、消費税を上げないのは最悪である。消費税を上げられないような経済環境をもたらしている経済政策を維持しながら、景気が良くないからとして消費税を上げないと、結果的に財政はますます悪化する。財政も経済も両方悪化する最悪の選択である」と指摘した。
11月1日、海江田代表は、日銀の追加緩和について「日本売りを加速する。国民生活にとって禁じ手を使った」「大変リスクを持った判断である。日銀は円の価値を損なうことをすべきではない」と述べた。
11月17日、枝野幹事長は7-9月期のGDPの速報値について「想像を大きく超える悪い数字であり、アベノミクスの限界が消費税の駆け込み需要と反動減をはさんで改めて証明された」「この2年間で実体経済、特に家計に大きな打撃を与えた。アベノミクスのカンフル剤と痛み止めに頼った施策では限界がある」と述べた。
2015年2月4日、前原誠司は衆院予算委員会の集中審議で、アベノミクスのリスクとして国債暴落の可能性を指摘し、「国民を巻き込んだギャンブル」と批判した。
日本共産党
2013年2月5日、日本共産党の佐々木憲昭は衆院本会議で2012年度補正予算案に関し「庶民の懐を温める政策に転換すべきだ。家計消費が増えれば、内需が拡大しデフレ克服への道が開かれる」と代表質問を行なった。これに対し安倍は「成長期待の低下やデフレ予想の固定化」が不況の原因であると答えた。佐々木は「いま必要なのは、消費税増税の中止など国民の所得を奪う政策をただちにとりやめること」と述べている。2016年2月、赤旗新聞は、実質可処分所得は30年前以下の水準にまで落ち込んだと報道している。
社会民主党
2013年4月21日、社会民主党の福島瑞穂党首（当時）は金沢市内で講演でアベノミクスについて「『アベノミクス』は『安倍のリスク』。ハイパーインフレで人々の生活が壊れるのではないか心配だ」と述べている。

## 国内外の各界の反応

### 肯定的反応
アメリカのノーベル経済学賞受賞者ポール・クルーグマンは2013年、アベノミクスについて「素晴らしい結果を伴っている」と絶賛し、安倍について「国家主義者であり、経済政策について関心が乏しいのでは」「深く考えているわけではないだろう」と皮肉を込めながらも、「他の先進諸国ができなかった財政と金融の刺激策を実施していることは事実で、その結果も完全に正しい。長期金利は急騰せず円は急落するのは日本にとって非常によいことである」 とし、アベノミクスは「日本がデフレの罠から脱却するために必要な政策」「日本の期待インフレ率はちょうどよい値で推移している。少しのインフレ期待があることで、経済にとってプラスに働いている状況になっている」「円が安くなれば日本の製造業の輸出増を牽引することになる」 と評している。また「日銀が方針を転換し、2%のインフレターゲットを掲げ、その効果を持続させるために政府が短期間、財政政策をし景気を刺激する。発信されたメッセージが何よりも重要である。緩和姿勢を維持し、景気を後押しするだろうという見通しこそ大事である」と述べている。また長期金利と株価が同時に上昇してきたことについては楽観論の表れだと分析し、日本の財政問題への懸念を反映したものではないとの見解を示した。また、「金融政策・財政政策への急転換である『アベノミクス』について重要な点は、他の先進国が同様の政策をまったく試していないということである。アベノミクスという政策実験が奏功すれば、同じような状況に陥った国に対しても意義ある示唆になる」「（アベノミクスが）奏功すれば、日本が世界のモデルになる」と述べている。
2013年にノーベル経済学賞を受賞したイェール大学のロバート・シラーは「最も劇的だったのは、明確な形で拡張的な財政政策を打ち出し、増税にも着手すると表明したことである。財政均衡を目指した刺激策といえる。世界中で緊縮財政政策が広がる中で、日本の積極財政政策がどういう結果になるか注目している」と述べている。
シカゴ大学の経済学者アニル・カシャップは「日本の長引くデフレの責任を日銀に負わせ、それを是正するためのツールが日銀にはあることをあらためて示したことについては安倍は正しい」と述べた。
ニュー・ケインジアンとして知られるハーバード大学の経済学者ケネス・ロゴフは、日銀が消費者物価2%上昇を目指すインフレ目標を決めたことについて、デフレ克服に向けた「好ましい長期的な戦略である」と評価した上、追加緩和が世界的な通貨安競争を招くとの見方は「完全な間違い」と否定した。
ゴールドマン・サックスのエコノミスト、ジム・オニールは2%のインフレターゲットを評価、「We Want Abe!」というレターを書き市場で話題となった。
経団連名誉会長の奥田碩は、1ドル90円から100円が適正な為替レートで、そうなれば自動車や電機の輸出も増え、貿易赤字が解消されるだろうとの見解を示した。
日本自動車工業会会長の豊田章男は「『失われた20年』の間に、日本企業の時価総額は360兆円を失った」と分析し「『アベノミクス』でこの内の約半分が取り返せた」と評価した。
ピーターソン国際経済研究所のアダム・ポーゼン所長は、安倍政権の政策について、「正しい方向に踏み出している」と評価している。
2013年1月27日、スイス・ダボスで開かれた世界経済フォーラム年次総会（ダボス会議）でパネル討論では、ラガルドIMF専務理事や経済協力開発機構（OECD）のグリア事務総長、カナダ銀行のマーク・カーニー総裁らが、アベノミクスへの理解や支持を表明。円安誘導や中央銀行の独立性侵害、財政規律の維持放棄といった批判や懸念は鳴りを潜めた。
2013年2月11日、アメリカのブレイナード財務次官は記者会見し、アベノミクスについて「アメリカは、成長の促進とデフレ脱却を目指す日本の努力を支持する」と述べ、理解を示した。
英エコノミスト誌の表紙に、スーパーマン風の安倍の写真が掲載された。内容的は日本経済の復活と中国へのチャレンジを表している。
ウォール・ストリート・ジャーナル紙は、2014年4月からの消費税率8%の増税について、消費税は世代間で均等に税負担を広げる、景気が後退しても比較的あてにすることができる「安定した税収」として重要という、エコノミストの意見を紹介し、高齢化という課題に直面する他の先進諸国も、いずれ後を追うことになるため、日本はその先駆例として注目されるべきと評価している。

### 条件付の肯定
ジョセフ・E・スティグリッツは、日本政府がアベノミクスで彼の10年前に推薦した政策を採用することを歓迎し、「円高を是正して景気を刺激し、本格的なデフレ対策を打つという意図は正しい」と述べ、大胆な金融政策や財政政策を柱とする安倍政権の経済政策を評価している。また、第一の矢である金融政策と第二の矢の財政政策に対しては全面的に支持しているが、第三の矢(現状では規制緩和を旨とする規制改革と雇用の流動化などの構造改革)には警戒感を持っているとされる。2013年3月21日に行なった安倍との会談ではアベノミクスに対して懸念も表明した。NHK BS1でのインタビューでは、「日本には、自由化・規制緩和もアジェンダに加えるべきと考えている人達がいるから彼らには注意しなければならない」と答える。同年3月22日、スティグリッツは日本の金融政策を通じた円相場の押し下げは正しいことだとし、楽観的な見通しを示した上で、「世界にはユーロ危機などの短期的な問題だけでなく、地球温暖化・格差拡大など長期的問題も残っている。成長戦略の中で、医療・教育など、長期的な課題に予算を振り向け、自立的な成長を目指すべきである」と述べている。
オリエンタル・エコノミスト・アラート代表リチャード・カッツはアベノミクスによってドルに対して円の価値が25%下落したことは、アベノミクスが日本の活力を取り戻せることを確信させる有効な要素の一つであるとした。しかし、メリットがデメリットを上回る場合のみ、円安は経済成長に寄与すると述べた。デメリットとして2012年9月以降、価格調整後の実質輸入量は5%減少したが名目輸入金額は12%上昇し、日本は5%少ない輸入量を確保するのに、日本円を12%多く支払ったと指摘。日本企業の主要輸出事業者の価格戦略が意味しているところは、経済全体の成長をもたらす乗数効果が存在しないことである。この効果は2012年末までには表れるが、円安メリットの大きさは不透明であると結んだ。
トマ・ピケティは「安倍政権・日銀が物価上昇を起こそうしているその姿勢は正しい」とする一方で「2014年4月の消費増税は、景気後退につながった」と指摘している。
ポール・クルーグマンは「黒田東彦日銀総裁が、（2014年10月31日に）追加緩和を発表したが、称賛すべきことである。日銀・政府が実行してきたことは、消費税増税を除いてはすべて歓迎する。日銀が実行してきたことは斬新なことではなく、何年も前から私を含め欧米の専門家たちが実行するように促してきたことである。優先すべきことは、脱デフレのためになんでもやることであり、消費税増税以外の政策はその点で正しい」と指摘している。クルーグマンは「どれだけ追加緩和を行ったとしても消費税増税はそれと真逆の政策であり、ブレーキをかけている状態となる」と指摘している。
ノーベル経済学賞受賞者のアマルティア・センは、「日本の優れた経済社会モデルと、欧州のように財政を緊縮する最近までのひどい経済政策は分けてみるべきだ。安倍晋三首相は縮小均衡から方向転換したのは正しい。だが「人が中心」という価値観を変える必要はない。日本の経済や社会が崩壊するというデマには動じるべきではない」と指摘した。
ハーバード・ビジネス・スクール教授デビッド・モス（David A. Moss）は、安倍政権の経済政策は正しいが、このような金融政策はバブル崩壊直後に行うべきだったと指摘している。
マルクス主義経済学者の松尾匡は、マルクス主義者ではあるが、安倍のイデオロギーには反対でも経済政策としては賛成の立場から高く評価。緊縮的な日本の左派・リベラルは「景気回復に反対した勢力」とみなされ、むしろ安倍を後押ししかねないとしていた。また消費増税による失速について、右派ポピュリズムを演じて成功していたのに本来のエリート性が出てしまったと評している。松尾の左からの反緊縮の動きはれいわ新選組に影響を与えた。

### 批判的反応
コーネル大学応用経済学大学院教授で経済学者のエスワー・プラサド（Eswar Prasad）は「金融政策だけで日本経済の長期停滞から救うことは不可能であり、他の政策からの支援も必要である」「金融政策が効果を持つには、他の政策も役割を果たす必要がある。金融政策だけですべての負荷を支えようとすれば、政策の効果と副作用のバランスが崩れ、副作用が効果を上回ること可能性もある」と指摘している。
BMIリサーチは安倍総理大臣と彼の自民党は、構造的な条件である、高い水準の政府の債務、人口減少社会、主要な産業の国際競争力の喪失による、経済の重荷に対して為す術の見込みがなく、2020年までに財政的な危機を引き起こす極めて高いリスクがあると報告している。
国際通貨研究所理事長の行天豊雄はアベノミクスが小手先の金融政策や景気刺激策に終始すれば市場に足をすくわれ、また財政悪化が進めば最終的に日本は悪性インフレに陥ると指摘した。
2013年1月7日、日本商工会議所会頭の三村明夫（新日鉄住金名誉会長）、経済同友会代表幹事の長谷川閑史（武田薬品工業社長）ら財界首脳は会見で、一段の円安を否定的に受け止める見解を示した。
経済学者の野口悠紀雄は、アベノミクスの本質は通貨発行増大により円安を招来し、それによって特に輸出企業や海外進出企業の外貨収入の円評価を単に見かけ上で膨らまし、一方で、一見気付かれにくいものの、労働者賃金の外貨評価額は下がり、ツケはいずれ輸入される資源･製品の値上がりを通して一般の国民にとって購買力低下としてハネ変えるため、アベノミクスの実質を、見た目で一時シノギを行い、一部企業を一時的に助けて一般国民に犠牲を強いる政策であるとしている。

## 各国・IMFの反応

### 韓国
2012年、中央日報は「円安は韓国の輸出鈍化につながりかねない」「円安により韓国の輸出品の競争力に及ぼす影響は大きくないとみる専門家も多い」と報じ、朝鮮日報は「韓国の輸出企業は円安ウォン高が続くのではないかと緊張感を強めている」と報じた。
2013年、金仲秀韓国銀行総裁は、日銀の決定に問題があり、「為替水準が影響を受ける。変化のスピードも問題。動きが急過ぎる」と述べている。同年2月19日、韓国政府はジュネーヴで開かれた世界貿易機関（WTO）の貿易政策審査会合で「円安誘導政策が疑われる」と日本を批判した。また、同時期に韓国ではアベノミクスに伴う円安進行に対する「円安脅威論」が過熱し、韓国メディアは「円安は沈黙の殺人者」（中央日報）などと批判した。一方で為替市場をめぐっては、韓国の金融当局が「覆面介入」してウォン安誘導しているとの疑念が付きまとっていた。
ニーアル・ファーガソンハーバード大学教授は、日本の差し迫った経済状況を考えれば、国際社会は円安政策をある程度受け入れるべきであり、過去5年間に実質的な通貨価値が大幅に下落した韓国が日本を非難するのは偽善的だと批判した。
2016年、中央日報は「安倍首相の経済リーダーシップがうらやましい」と題したコラムで「四年間、金融政策・財政政策・構造改革という3本の矢を放っているが1次目標のデフレーシヨンからも抜け出せていないので大局的に見ると日本経済を楽観する理由はない。とはいえ失敗したと見るのは誤算だ。キジの代わりに鶏は捕まえたと考えられる。もしアベノミクスがなければ日本経済の沈滞はさらに深刻だった」と評している。
2018年、韓国経済新聞は、アベノミクス施行後の2012年から2017年までの5年間で、日本の国内総生産が494兆円から過去最大の549兆円に増加し、就業者数は270万人増加、失業者は110万人減少し、2017年時点で失業率は2.8％で最低水準になったこと、景気拡張傾向が61カ月連続で続き過去2番目の長期好況を経験しているとして、日本経済は「失われた20年」の軛から抜け出したという評価を聞くほど回復基調が明確だと伝えた。2000年代まで海外に工場などを移していた大企業から中小企業まで規模や業種を問わず企業の「本国復帰」が2015年以降からブームとなっている。2015年の1年間で日本企業724社が製造本国回帰したことが就活生が職場を選ぶ「売り手市場」の原動力となっている。2017年には製造業による雇用が戻ってきてかつての1000万人を越えたと朝鮮日報は社説で伝えた。

### ドイツ
ドイツのヴォルフガング・ショイブレ財務相は「日本の新政権の政策に、大きな懸念を持っている」と発言し、大胆な金融政策を批判した。ドイツ連邦銀行のワイトマン総裁は「新政権が中銀に大きく干渉し、大胆な金融政策を要求して独立性を脅かしている」などと批判した。

### 中国
中国では円安に伴って人民元が上昇し、中国の輸出競争力を低下させるとの警戒感が広がり、当局者・有識者の間でアベノミクスへの批判が高まった。
2013年1月、中国・新華社は日銀政策を「このような近隣窮乏化を進めれば、他国も追随せざるを得なくなり、世界的な通貨安競争が巻き起こる可能性がある」と危惧し、政府系ファンド中国投資の高西慶社長も意図的な円安誘導であり、「（中国など）近隣諸国をごみ箱のように扱い、通貨戦争を始めれば、他国にとって危険であるだけでなく、最終的には自らにも害が及ぶ」と批判した。
2013年3月4日、中国の格付け会社「大公国際資信評価」は日本国債の信用を格下げした。大公はアベノミクスでは日本経済の構造上の問題は解決できず「日本の長期的な低迷は続く」と酷評し、「日中両国の政治的対立がもたらすマイナスの影響にも注目する必要がある」と指摘した。
2013年10月1日、新華社は安倍の消費税率引き上げ表明について「国際社会の日本の財政状況に対する関心に答えた」と評価する一方で「ようやく回復してきた日本経済の勢いをそぐ恐れがあると心配されている」と報じた。同日、中国紙チャイナデイリーは消費税率8%引き上げのニュースについて「安倍首相が民衆の抗議デモを無視し消費税の引き上げ決断」とのタイトルで報じた。
新華網は、「アベノミクス」は長期的な特効薬とは言えず、その各政策は、日本経済の問題の根本的な解決にならないとしており、日本経済に副作用をもたらしているとしている。

### アメリカ
2013年2月26日、連邦準備制度 （FRB）議長のベン・バーナンキは上院銀行委員会での証言で、日銀の金融政策について「デフレ脱却に向けた試みであり、支持する」と述べ、日銀の政策は自国経済の強化が目的で「為替操作ではない」との認識を示した。また同年6月20日に「日本がデフレに取り組むのは重要であり、デフレの解消とともに『三本の矢』には賛成である。日銀の政策がアメリカ経済にいくらかの影響を及ぼしたとしても、日銀の黒田総裁や日本の取り組みを支持する」と述べている。また同年7月17日に「日本が力強さを増すことはアメリカの国益にもかなう」と述べ「日本は景気全体を押し上げようと努力している。その結果として、利益と代償が生まれるが、その利益とは日本経済の強化であり、アジア市場の強化である」と述べている。
同年4月4日、FRBのジャネット・イエレン副議長は日銀のマネタリーベースを倍増させる政策について「日本が行っていることは同国の最大の利益となるものである」「成功すれば、世界経済の成長刺激に有益で、我々にも良いことである」「デフレ脱却を目指し積極策を講じるのは理解できる」と述べている。
同年4月17日、アメリカのジェイコブ・ルーアメリカ合衆国財務長官は「日本は長期にわたり内需の問題を抱えていた。日本が国内向けの政策ツールを用いて内需拡大を目標としている限り、G7がモスクワ会合で合意した内容に沿っている」「政策が内需拡大に向けた目標に沿っている限り、国内的な政策を利用することは理にかなっている」と述べている。
同年6月6日、アメリカ合衆国下院の与野党議員226人は、日本を主要な為替操作国と名指しし、安倍の政策は「市場を歪めている」として対応を求める連名の書簡をバラク・オバマ大統領に送った。
同年10月1日、ウォール・ストリート・ジャーナルは社説で、安倍が2014年4月からの消費税率引き上げを決めたことについて「アベノミクスを沈没させる恐れがある」と批判し、デフレが克服されていない状況で消費に打撃を与えるべきではないと強調した上で「より速く、持続的な経済成長」こそが財政健全化の唯一の方策だと主張した。
2014年2月11日、FRBのジャネット・イエレン議長は下院金融委員会の証言で、日銀の金融緩和策について「長期にわたるデフレを解消するためには当然であり、筋の通った政策である」「現時点では有効に働いている」と述べ、「日本経済が成長すれば近隣諸国に恩恵が及び、世界経済の利益となる」と表明している。
2015年11月17日、ウォールストリートジャーナルが、安倍政権の経済政策について「アベノミクスが息切れしている（Abenomics Sputters in Japan）」と題した社説を掲載。アベノミクスの財政政策で「日本の借金は国内総生産（GDP）の250％に近づく一方、銀行の貸し出しが増えず、デフレが続いている」と指摘した。
2016年12月、バンク・オブ・アメリカの世界経済責任者イーサン・ハリスは、労働市場の引き締まりなどを根拠に、日本が2017年に失われた20年を脱出するチャンスを得るという見解を示した。
2017年2月、アメリカのビジネスサイト・マーケットウォッチにて、「なぜ日本は遂に失われた20年から脱出するかもしれないのか (Why Japan may finally emerge from its lost decades)」と題するコラムが掲載された。
2021年10月に岸田文雄が首相になった際には、ブルームバーグ ビジネスウィークが「岸田首相が“アベノミクスの失敗”から、どう方向転換を図るのか」と報じた。その理由として2012年8月から2021年8月までのあいだに、平均月給は1000円ほどしか上昇しておらず、「資産価値の高騰の波に乗っているのは一部の人たちにすぎない」と指摘した。一方で、フィナンシャル・タイムズは「岸田首相が本当に賃上げを目指すなら、日銀がインフレターゲットを達成できるようになるまで、アベノミクスを継続するべきだ」と主張した。

### フィリピン
2013年5月15日、フィリピンのプリシマ財務相は、「日本の政策が円相場を下落させていることについて懸念していない。円安と日本が現在取り組んでいる措置が日本の成長加速につながるなら、我々にとってプラスであり、期待を寄せている」との認識を示した。

### インドネシア
インドネシア財務省の財政政策責任者バンバン・ブロジョネゴロは、緩和政策が日本の内需を刺激し、同国の対日輸出を増やすと期待している。

### カナダ
2013年4月17日、カナダ銀行のカーニー総裁は「日銀の措置は、モスクワG20声明と完全に整合しおり、国内目標に照準を定めた金融政策である」と述べ、日銀の政策による需要拡大はカナダにとっても利益との見方を示している。

### スイス
2013年2月12日、スイス国立銀行（中央銀行）のヨルダン総裁はジュネーヴで記者会見し、「日本は長らくデフレに直面しており、日銀はデフレを回避し、成長を促すために政策を変えつつある」と述べ、金融政策などを柱とした「アベノミクス」に理解を示している。

### IMF
国際通貨基金(IMF)専務理事のクリスティーヌ・ラガルドは、安倍政権と日銀による2%の物価目標導入を柱にした金融政策について「中央銀行の独立性が確保されている限り、好ましく興味深い計画」と評価した一方、「IMFは、いかなる形でも通貨安競争に賛同しない」と発言した。IMFアジア太平洋局のアヌープ・シン局長は「三本の矢」で、日本の株式市場などに多くの海外資金が流入するなど「日本が世界の経済地図の中心にきた」と政策を高く評価した。また、安倍が2014年4月に消費税率を8%に引き上げることを決めたことについては「財政の機動性確保に向けた第一歩」と歓迎している。
2013年7月9日、IMFのオリヴィエ・ブランシャール主任エコノミストは「2本目の矢（の財政政策）が中期的な財政再建を伴わず、三本目の矢に抜本的な改革が盛り込まれなければ、投資家は懸念を強め、国債金利は跳ね上がるだろう」と述べ、アベノミクスが世界経済へのリスクになり得ると指摘した。
2013年7月16日、ラガルド専務理事は日米英ユーロ圏中銀の非伝統的措置について、資本フローに影響を与えたと指摘し、その解除については段階的に慎重に行われるべきだとの見解を示した。
2013年8月1日、IMFは世界経済のリスクに関する年次評価報告書を発表し、アベノミクスが失敗すれば世界経済にとって主要なリスクの一つになると警告している。IMFは、アベノミクスについて大筋で支持し、計画が完全に実施されれば効果を上げるだろうとしながらも、政治的に困難な部分について実施に移せなければ、深刻な危機をもたらすと分析している。
2014年10月15日、アメリカ財務省は為替報告書で、アベノミクスについて「大幅な円安にもかかわらず、輸出が伸び悩んでいることは意外である」「3本の矢はデフレから脱却する力強い試みだったが、ここに来て（2本目の矢の一環の財政再建が）経済成長を妨げている」と公表した。また「財政再建ペースは慎重に策定することが重要である」と述べ、金融政策は「行き過ぎた財政再建を穴埋めできず、構造改革の代替にもならない」と公表した。
2016年6月20日、日本経済に関する報告書を公表した。安倍晋三政権が目指す経済成長や財政健全化の目標は、現状のままでは「期限までには達成困難」とした。
2017年7月31日に公表した日本経済の年次審査報告書で、「アベノミクスは前進したが、目標には未達だ」と指摘した。成長率は加速するが、「賃金の伸びは弱く、インフレ率は引き続き目標を下回っている」と指摘し、日銀の金融緩和継続と政府の賃金引き上げ政策を求めた。

## 批判的意見への反論

### 成長率および民主党政権期間との比較についての議論
第2次安倍内閣発足以降の4年半は実質GDP成長率が年率1.4%となるのに対し、民主党政権の3年3ヶ月は年率1.6%であったため、アベノミクス期間中よりも民主党政権期間中の方が成長率が高いという指摘がある。これに対し、リーマン・ショックの下落分や、デフレによる影響を考慮する必要がある、という議論がある。

### 識者の反論
ポール・クルーグマンは「大胆な金融政策をするとハイパーインフレになってしまうというものだが、まったく的外れである。日本と同じように金融政策をしているアメリカでハイパーインフレは起こっていない」「大規模な財政政策をやると財政赤字につながるという批判もあるが、現実をきちんと見ていない批判といえる。日本の長期金利は1%未満の水準を超えておらず、政府の借り入れコストはほとんど変化していない。インフレ期待は高まっているのだから、政府の債務は実質的に減っていることになる。日本の財政見通しは、悪くなるというより大きく改善している」と述べている。また円安について「G20で、各国は円安を許容せざるを得ないだろう。欧州中央銀行のマリオ・ドラギ総裁が懸念を示しても、日本に経済制裁を科すわけではない。アメリカも金融緩和でドル安を導いたと批判されてきたので何も言わない。日米ともに景気の現状を踏まえて、金融緩和を進めているに過ぎない。その結果としての通貨安である」と述べている。
ジョセフ・E・スティグリッツは東京都内での国際会議で、アベノミクスの副作用が懸念されていることについて「実施しないほうが将来的なリスクになる」と述べている。
フィナンシャル・タイムズ紙は「中央銀行の金融政策が経済にとって有害である時に政府が中央銀行と意見を交換するのは適切なことで、バイトマン総裁の批判は的外れである」と評している。
G20の当局者は「日本が競争的な（自国通貨）引き下げを図っていると論じることは出来ない」「介入が無い限り、政策期待で市場が動いているだけ」と指摘している。
OECDのグリア事務総長は、日本は円安だけを求めているのではなく、デフレを克服するため行動していると述べ、一部から円安誘導策との批判が出ている日本の積極的な金融政策を擁護する考えを示し、「日本が成長を遂げることは、誰にとっても最大の利益になる。特に韓国にとっては重要である。日本の成長が高まり、世界経済に寄与することを望む」と述べた。
IMFはモスクワで開かれたG20財務相・中央銀行総裁会議向けの報告書を公表し、円安をめぐる懸念は行き過ぎとの認識を示し、日銀は一段の決意でデフレ脱却に取り組むべきと指摘した。
FRBのベン・バーナンキ議長は「日銀が何も実施していなかった当時の市場は不安定ではなかったことを考えると、日銀の政策変更の結果として市場が不安定になったと考えるのは論理的である。デフレ期待を壊し物価上昇率を2%に上げるため、日銀は非常に積極的な政策を実施している。政策の初期段階では、投資家は日銀の政策による反応を学んでいる状態で市場が不安定になるのは驚くべきことではない」と述べている。また、中国は人民元を割安な水準で維持しようと為替操作しているとして、日本と中国の金融政策の違いを明確にし「日本は為替レートを操作していない。また為替水準を維持しようと直接介入することもない」と述べている。

### 日本政府による批判的意見への反論
各国よりアベノミクスは通貨安競争や円安誘導と批判されたが、これに対して日本政府関係者は以下のように反論している。
財務大臣の麻生太郎は「（2009年4月のG20加盟20カ国の首脳会談で）通貨安競争はやらないという約束をしたが、約束を守った国は何カ国あるのか。米国はもっとドル高にすべきだ。ユーロはいくらになったのか」と言及。1ドル=100円前後で推移していた当時に比べても円高水準にあるとした上で、約束を守ったのは日本だけだとし、「外国に言われる筋合いはない。通貨安に急激にしているわけではない」と述べた。2013年1月28日の臨時閣議後の記者会見は、各国で日本が通貨安政策をとっているとの批判が起きていることに「ドルやユーロが下がった時には（日本は）一言も文句を言っていない」と述べ、「戻したらぐちゃぐちゃ言ってくるのは筋としておかしい」と反論した。円相場については、安倍政権がとった施策を受けて「結果として安くなったもの」と分析。過度な円高の修正局面だとの認識を示した。また「日本は（金融危機だった）欧州の救済のために融資するなど、やるべきことをやっている」と付け加えた。
内閣官房参与の浜田宏一は「麻生副総理も言っておられたように、今まで日本だけが我慢して他国にいいことを続けてきたのに、今自国のために金融緩和しようとするときに、他国に文句をつけられる筋合いはない。日本の金融政策は日本のためであり、ブラジルや他国のためではない」と述べている。また浜田は「日本はこの3年間、世界中からいいように食い物にされてきた。今回は、それをようやく正常な形に戻すことに決めたということである。それを海外が非難すること自体、おかしなことで、日本はそうした非難を恐れる必要はない」と述べている。2013年2月15日にピーターソン国際経済研究所でおこなった講演では、日本の金融政策は国内の物価目標の達成のみを目指したもので、円相場を操作していると解釈されるべきではないとの見解を示した。またリーマン・ブラザーズ破綻後の金融危機時に、日本はイングランド銀行やFRBが行った拡張的な金融政策を批判しなかったとし、日本の積極的な金融政策も非難されるべきではないというのが日本当局者の見解と述べた。また、「変動相場制の下では『通貨安戦争』という概念はない」と述べ、「ブラジルのように不満のある国は、自らの国で適切な金融政策を採用すべきである」と指摘した。同年5月には、韓国について「日本の中央銀行を非難するべきではなく、自国の中央銀行に適切な金融政策を求めるべきである」と語った。
日本銀行総裁白川方明は2013年2月14日に「（金融政策）は国内経済の安定が目的で、為替相場への影響を目的にしているわけではない」と述べ、先進国の一部や新興国による「円安誘導」との指摘を否定した。